# 연천 전곡리 유적
연천 전곡리 유적(漣川全谷里遺蹟)은 대한민국 경기도 연천군 전곡읍, 한탄강변에 있는 구석기시대 유적이다. 1979년 10월 2일 대한민국의 사적 제268호로 지정되었다.
한탄강·임진강 줄기를 따라 구석기시대 유적이 많이 있는데, 그 가운데 전곡리 유적이 규모가 가장 크고 넓은 지역에 걸쳐 있다. 전곡리 선사 유적은 구석기시대 사람들의 생활모습을 밝혀 줄 중요한 자료일 뿐만 아니라 한국과 동북아시아 지역의 구석기 문화연구에 중요한 위치를 차지하고 있다. 유럽과 아프리카 지방의 아슐리안 석기 형태를 갖춘 주먹도끼와 박편도끼가 동북아시아에서 처음 발견되어 주목을 받고 있다.

## 개요
한탄강변에 있는 구석기시대 유적이다. 한탄강·임진강 줄기를 따라 구석기시대 유적이 많이 있는데, 그 가운데 전곡리 유적이 규모가 가장 크고 넓은 지역에 걸쳐 있다.
1978년 처음 발견되어 1979년부터 현재까지 여러 차례 발굴조사를 하였다. 그 결과 주먹도끼, 사냥돌, 주먹찌르개, 긁개, 홍날, 찌르개 등 다양한 종류의 석기를 발견하였다. 그 중 유럽과 아프리카 지방의 아슐리안 석기 형태를 갖춘 주먹도끼와 박편도끼가 동북아시아에서 처음 발견되어 주목을 받았다
전곡리 선사 유적은 구석기시대 사람들의 생활모습을 밝혀 줄 중요한 자료일 뿐만 아니라 한국과 동북아시아 지역의 구석기 문화연구에 중요한 위치를 차지하고 있다.

## 최초 발견
「全谷里 아슐리안 兩面核石器文化 豫報」(김원용, 정영화, 진단학보, 1979)에 의하면 둥두천에서 미국 공군 기후예보대로 복무중인 그레그 보웬(Greg Bowen)이 경기도 연천군 전곡리 유원지에 놀러갔다가 그 부근에서 석기류를 발견하였다. 그는 발견된 석기류를 채집하고 이들 석기류를 보고 이것이 구석기 시대의 유물이라고 추정하고, 별첨 예보문과 해당 석기들을 김원용 교수에게 보내면서 경기도 연천군 전곡리유적이 세상에 모습을 드러내기 시작하였다.

## 발굴조사
1978년 처음 발견되어 1979년부터 현재까지 여러 차례 발굴조사를 하였다. 그 결과 주먹도끼, 사냥돌, 주먹찌르개, 긁개, 홍날, 찌르개 등 다양한 종류의 석기를 발견하였다.

### 1979년 예비조사
「全谷里 아슐리안 兩面核石器文化 豫報」(김원용, 정영화, 진단학보, 1979)에 의하면, Greg Bowen이 보내온 석기들을 보고 김원용 교수는 윤대인과 권학말과 함께 5월 14일에 현지를 답사하고 Bowen이 석기를 발견한 지점(제1지점) 이외에 새로운 지점(제2지점)을 확인하였고, 해당 지점에 석기들을 발견하였다. 이어서 정영화 교수가 현지를 답사하고 종합적으로 조사하여 Bowen이 발견한 지점과 김원용 교수팀이 발견한 지점 이외에 새로운 지점(제3지점)을 확인하였다. 3개의 지점에서 발견된 석기는 31개이고, 박편은 15개이다. 구체적인 내용은 아래의 표와 같다.
| 번호 | 석기의 종류               | 제1지점 | 제2지점 | 제3지점 | 합계 |
| ---- | ------------------------- | ------- | ------- | ------- | ---- |
| 1    | 주먹도끼                  | 3개     | 2개     | 0개     | 5개  |
| 2    | 박편도끼                  | 1개     | 1개     | 0개     | 2개  |
| 3    | 외날찍개(chopper)         | 0개     | 0개     | 2개     | 2개  |
| 4    | 안팎날찍개(chopping tool) | 4개     | 1개     | 0개     | 5개  |
| 5    | 여러면석기                | 6개     | 4개     | 1개     | 11개 |
| 6    | 긁개                      | 2개     | 2개     | 1개     | 5개  |
| 7    | 기타                      | 0개     | 0개     | 1개     | 1개  |
| 8    | 박편                      | 11개    | 3개     | 1개     | 15개 |
| 합계 | 합계                      | 27개    | 13개    | 6개     | 46개 |

※「全谷里 아슐리안 兩面核石器文化 豫報」(김원용, 정영화, 진단학보, 1979)에서 석기들의 명칭이 "양면핵석기, 박편도끼, 쵸퍼, 쵸핑-툴, 다각면원구, 긁개, 기타, 박편" 등으로 나오는데, 논문에서 양면핵석기의 경우는 주먹도끼라는 다른 명칭이 있다고 했으며, 다각면원구는 한자로 多角面圓球라고 하는데, 네이버 백과사전에 검색하면 고고학사전에서 여러면석기로 나오기 때문에 다각면원구는 여러면석기로 했다. 그리고 쵸퍼와 쵸핑-툴을 영어로 하면 chopper, chopping tool이라고 하는데, 네이버 백과사전에 검색하면 두 용어모두 찍개로 해석이 되고 있으며 네이버 백과사전 중에 e뮤지엄사전에서는 chopper는 외날찍개며, chopping tool은 안팎날 찍개라고 하였기에 이 명칭을 한국어 명칭으로 사용했다.

## 문화
유적지에 전곡선사박물관이 있고 5월에 연천 전곡리 구석기축제가 개최된다.

## 같이 보기
- 전기 구석기 시대
- 주먹도끼